# Heaven’s Venom
Heaven’s Venom – dziesiąty album studyjny kanadyjskiego zespołu deathmetalowego Kataklysm. Wydawnictwo ukazało się 13 sierpnia 2010 roku w Europie nakładem wytwórni muzycznej Nuclear Blast. W Stanach Zjednoczonych materiał trafił do sprzedaży 24 sierpnia 2010 roku.
Nagrania zostały zarejestrowane w JFD Studio w Sainte-Marthe-sur-le-Lac w Quebecu. Miksowanie odbyło sikę duńskim w Antfarm Studio w Aabyhoj.
W ramach promocji do pochodzących z płyty utworów „Push the Venom” i „At the Edge of the World” zostały zrealizowane teledyski, odpowiednio, wyreżyserowane przez Ivana Colica i Tommy’ego Jonesa.

## Lista utworów
Opracowano na podstawie materiału źródłowego.
1. „A Soulless God” - 05:42
2. „Determined (Vows of Vengeance)” - 04:48
3. „Faith Made of Shrapnel” - 05:37
4. „Push the Venom” - 03:27
5. „Hail the Renegade” - 05:27
6. „As the Walls Collapse” - 04:51
7. „Numb and Intoxicated” - 03:26
8. „At the Edge of the World” - 03:59
9. „Suicide River” - 04:02
10. „Blind Saviour” - 05:19